# Ochthoecini
Ochthoecini – wyodrębnione w 2020 roku plemię ptaków z podrodziny wodopławików (Fluvicolinae) w rodzinie tyrankowatych (Tyrannidae).

## Zasięg występowania
Plemię obejmuje gatunki występujące w Ameryce Centralnej i Południowej.

## Systematyka
Do plemienia należą następujące rodzaje:
- Myiophobus Reichenbach, 1850
- Scotomyias Ohlson, Irestedt, Batalha Filho, Ericson & Fjeldså, 2020
- Silvicultrix W.E. Lanyon, 1986
- Colorhamphus Sundevall, 1872 – jedynym przedstawicielem jest Colorhamphus parvirostris (Gould & G.R. Gray, 1839) – szarogłowik
- Tumbezia Chapman, 1925 – jedynym przedstawicielem jest Tumbezia salvini (Taczanowski, 1877) – tumbezja
- Ochthoeca Cabanis, 1847